# Hertha Pohl

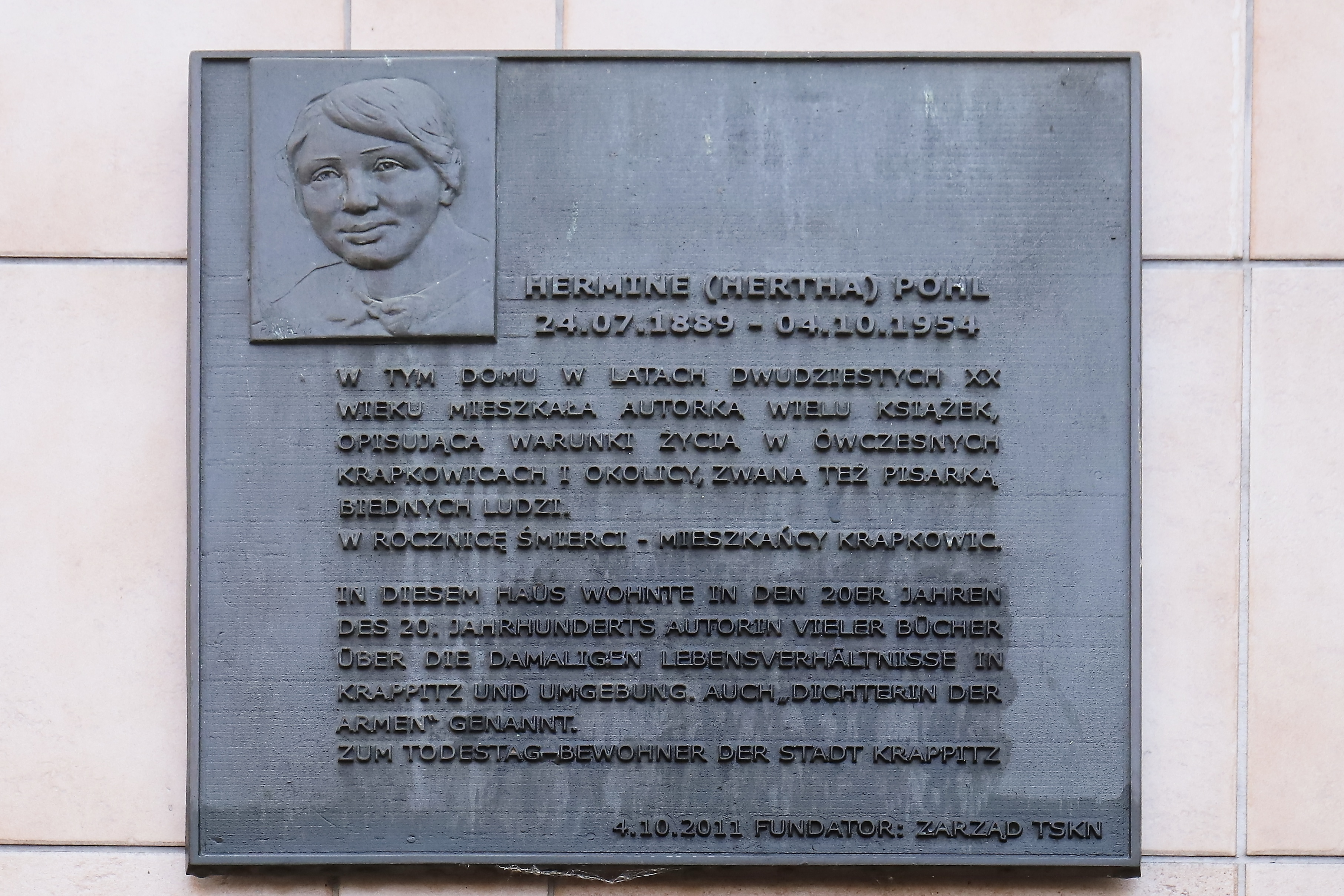
Gedenktafel in ihrer Geburtsstadt

Hermine „Hertha“ Pohl (* 24. Juli 1889 in Krappitz, Oberschlesien; † 4. Oktober 1954 in Freiburg im Breisgau) war eine deutsche Schriftstellerin.

## Leben

### Privat
Hertha Pohl wurde am 24. Juli 1889 als Tochter eines Stubenmalers und seiner Gattin im oberschlesischen Krappitz geboren. Sie wurde zusammen mit ihrem Bruder von ihrer Großmutter erzogen, da der geringe Verdienst des Vaters Handarbeitsstunden der kränklichen Mutter zur Unterstützung des armen Haushalts nötig machte. Dennoch ermöglichten die Eltern ihrem Sohn den Besuch eines Gymnasiums. Die dort erworbene Kenntnis über deutsche Literatur und anderen Wissensgebiete gab er in den Ferien seiner Schwester weiter, die zudem viele Märchen und Erzählungen von ihrer Großmutter vermittelt bekam. Die Großmutter kümmerte sich überdies ständig um die Anschaffung neuer Bücher.
Nach ihrer schulischen Ausbildung nahm Pohl eine Stelle als Vorleserin bei einer hochbegabten aber erblindeten Dame in Breslau an. Dieser Versuch, eigenständig Geld zu verdienen, misslang vom Heimweh gedrückt. Zurück in Krappitz fand sie als Kopistin von Stickmustern Arbeit und Verdienst in einer kleinen Teppichfabrik. Nach einigen Jahren zog sie im Alter von 18 Jahren zu Verwandten nach Berlin, wo sie das Handwerk der Blusennäherei erlernte und in einer Blusenschneiderei arbeitete. Trotz eines Arbeitstags von zehn Stunden besuchte sie das Theater und las von ihrem gesparten Geld angeschaffte Reclam-Hefte. Nach siebenjähriger Tätigkeit verließ sie die Blusenschneiderei und fand eine neue Anstellung in der Nähabteilung einer Tapisseriewarenfabrik. Bei der vergleichsweise anspruchslosen Arbeit konnte sie ihren schriftstellerischen Gedanken freien Lauf lassen. In ihrer Freizeit wurden die gesammelten Geschichten dann niedergeschrieben. Dies wurde durch eine neue berufliche Stelle in einem Wäschegeschäft weiter begünstigt. 
Im Ersten Weltkrieg kehrte sie 1915 frühzeitig ins Krappitzer Elternhaus zurück, wo sie sich neben der Betreuung ihrer kranken Mutter ganz ihrem schriftstellerischen Schaffen widmete. 
Im Jahr 1931 übersiedelte Pohl nach Freiburg im Breisgau. Die letzten zwei Jahre bis zu ihrem Tod am 4. Oktober 1954 verbrachte sie im St. Elisabethstift, einem Altersheim in Freiburg.

### Arbeit
Ihre erste Skizze, erschienen 1921 in der Sonntagsbeilage des Vorwärts, war eine Geschichte aus der Welt des arbeitenden Volkes, knapp und schlicht erzählt, dunkel getönt und von einer seltsamen Wirklichkeitstreue. Schon bald darauf konnte das erste Bändchen ihrer gesamten Erzählungen erscheinen. Nach Interesse des Herder Verlags und Veröffentlichung ihres ersten Romans im Verlag der Kölnischen Volkszeitung war ihr literarischer Ruf endgültig gegründet. Zeitlebens wurde Pohl von Krankheiten und schweren Schicksalsschlägen heimgesucht, doch konnten ehrende Worte voller Anerkennung, z. B. von Enrica von Handel-Mazzetti, sie zum weiteren Schaffen und Reifen liebevoll ermuntern. In fast allen ihren Werken lässt sich ein Bezug zum Krappitz von einst finden.
Pohl ist von ihrer ersten Geschichte an die Dichterin der Armen geblieben.  Dennoch lassen sich keine Bezüge zu den wirtschaftlichen und politischen Problemen jener Zeit in ihren Werken finden. Sie war keine Revolutionärin und strebte keine gesellschaftliche Veränderungen an; viel mehr ließ sie in ihren Werken die Sichtweise einer Christin, fordernd nach Mitleid und Verständnis für die Bedürftigen, anklingen.

## Werke
- Armes Volk, Habelschwerdt 1923
- Auf der Lebensstraße, Freiburg i. Br. 1927
- Der barmherzige Samaritan, Freiburg i. Br. 1950
- Der Vorhang fällt, Bonn 1933
- Der Weg der Martina Förster, Dillingen 1923
- Die Bettelgret, Dillingen 1923
- Die klagende Nacht, Dillingen 1922
- Ich bin der Betroffene, München 1954
- Im Thymian, Schweidnitz 1928
- Mir ist recht geschehen, Freiburg i. Br. 1934
- Tina Stawiks Ernte, Freiburg i. Br. 1924
- Vom alten Schlag, Hildesheim 1925